# Percy Lowe
Percy Roycroft Lowe (Stamford, 2 gennaio 1870 – 18 agosto 1948) è stato un chirurgo e ornitologo inglese.
Lowe nacque a Stamford, nel Lincolnshire, e studiò medicina al Jesus College di Cambridge. Operò come chirurgo civile durante la seconda guerra boera ed è proprio durante il soggiorno in Sudafrica che cominciò ad interessarsi di ornitologia. Al suo ritorno divenne insegnante privato di fisica di Sir Frederic Johnstone, e durante la prima guerra mondiale fu ufficiale medico su una nave ambulanza nel Mediterraneo.
Lowe studiò insieme a Dorothea Bate gli struzzi fossili della Cina.
Nel novembre 1919 succedette a William Robert Ogilvie-Grant come Curatore degli Uccelli al Natural History Museum, ritirandosi poi da questa carica dopo il suo sessantacinquesimo compleanno, nel 1935. Gli succedette Norman Boyd Kinnear.
Fu redattore del Bollettino del Club Ornitologico Britannico dal 1920 al 1925, e presidente dell'Unione Ornitologica Britannica dal 1938 al 1943. Nel 1939 venne eletto Membro Corrispondente della Reale Unione Ornitologica Australasiana.